# Boko Haram
Boko Haram (z j. hausa: boko – zmodyfikowany alfabet łaciński służący do zapisu języka hausa i arabskiego, haram – zakazany; zwykle odnosi się do działań i pokarmów zakazanych przepisami religii muzułmańskiej), oficjalnie Dżma’atu Ahlis Sunna Lidda’Awati Wal-Dżihad – zmilitaryzowana muzułmańska organizacja ekstremistyczna powstała w Nigerii, domagająca się wprowadzenia szariatu we wszystkich 36 stanach Nigerii (obecnie szariat jest oficjalnym prawem w północnych stanach z przeważającą populacją wyznawców islamu) i zakazania zachodniej oświaty; odrzuca także udział w wyborach.
Nazwa bywa interpretowana jako „Książki to grzech”, „Zakazać zachodniej oświaty”, „Nowoczesne wychowanie to grzech” albo „Zwodzenie przez przytaczanie fałszywych faktów to grzech”. 
Obecnie uznawana jest za trzecią najbardziej zabójczą organizację terrorystyczną na świecie.
Od końca 2010 nosi nazwę: جماعة اهل السنة للدعوة والجهاد (arab. Jama’atu Ahlis Sunna Lidda’Awati Wal-Jihad), co dosłownie znaczy: „Sunnickie zrzeszenie na rzecz nawracania na islam (Da’wah) i dżihadu” lub w nieco wolniejszym tłumaczeniu: „Sunnickie braterstwo wykonujące Świętą Wojnę” lub „Ludzie Zaangażowani w Krzewienie Nauk Proroka i Dżihadu”. Ugrupowanie to porównuje siebie z afgańskimi talibami. Także miejscowa ludność nazywa ich „talibanami”.
Centrala sekty znajdowała się do śmierci jej przywódcy Ustaza Mohammeda Yusufa w Maiduguri. Później kierownictwo grupy przejęła Szura, rada złożona z 20 mężczyzn mających kontakty w Czadzie i Kamerunie. Grupę pomawia się o powiązania z Frontem Obrony Muzułmanów w Czarnej Afryce, Ruchem na Rzecz Jedności i Dżihadu w Afryce Zachodniej, Al-Ka’idą Islamskiego Maghrebu, ruchem Asz-Szabab w Somalii i terrorystycznymi obozami w Afganistanie.

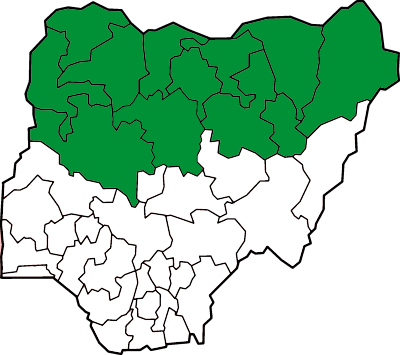
Mapa Nigerii z podziałem na stany – na zielono zaznaczono stany, w których obowiązuje szariat

Rebelia oraz działania sił rządowych przyniosły do połowy 2013 trzy tysiące ofiar. Na początku 2018 roku liczbę ofiar szacowano już na ponad dwadzieścia tysięcy, zaś liczbę osób zmuszonych do opuszczenia domów na 2,6 mln. Boko Haram wpisana jest na listę organizacji terrorystycznych Departamentu Stanu USA.

## Historia

### Początki
Od demokratyzacji Nigerii w roku 1999 nasiliły się tendencje islamistyczne. Pod wpływem nacisku islamskich ugrupowań na północy kraju wprowadzono szariat. Od tego czasu tysiące ludzi stały się ofiarami religijnych pogromów.
Grupa Boko Haram została założona w 2002 roku przez Ustaza Mohammeda Yusufa w Maiduguri – stolicy stanu Borno w północno-wschodniej części Nigerii. W roku 2004 przeniosła się do Kanamma w sąsiednim stanie Yobe. Tego samego roku Boko Haram zwróciło na siebie uwagę, zakładając obóz szkoleniowy „Afganistan” na granicy z Nigrem. Następnie ta muzułmańska sekta skoncentrowała się na rekrutacji młodych mężczyzn. Ostrzeżenia islamskich imamów przed niebezpieczeństwem tej sekty były początkowo ignorowane przez władze.
Po wprowadzeniu zakazu demonstracji przeciwko Boko Haram w końcu lipca 2009 wybuchły zamieszki w mieście Bauczi, rozszerzając się na cały stan i na sąsiednie stany Yobe, Borno oraz inne regiony. W stanie Bauczi od 2001 roku obowiązuje szariat. W wyniku pięciodniowych starć śmierć poniosło tylko w Maiduguri co najmniej 300 osób, inne źródła szacują liczbę zabitych na co najmniej 600. Nigeryjski Czerwony Krzyż doliczył się 780 zabitych w tym mieście. Przywódca sekty Ustaz Mohammed Yusuf podczas wielkiej akcji policji został początkowo aresztowany, później jednak – jak podał rzecznik policji – 30 lipca 2009, zastrzelony podczas próby ucieczki. Pojawiły się doniesienia o nielegalnych egzekucjach członków sekty przez policję.

### 2010
W związku z powtarzającymi się napadami Boko Haram, w których śmierć poniosło 12 osób, w tym 7 policjantów, wojsko zapowiedziało wprowadzenie patroli, a policja – by utrudnić rozpowszechnione zamachy z przejeżdżających motocykli – wprowadziła nocny zakaz jazdy motocyklowej. Na początku września 2010 duża grupa ciężko uzbrojonych członków Boko Haram przeprowadziła atak na więzienie na północy kraju, w wyniku którego 732 więźniom (w tym przypuszczalnie 150 członków Boko Haram), którzy w większości zostali aresztowani podczas zamieszek w roku 2009, udało się zbiec. Podczas wymiany ognia śmierć poniosły cztery osoby: jeden policjant, jeden żołnierz oraz dwie mieszkające w pobliżu osoby cywilne, sześć dalszych zostało rannych.
Pod koniec 2010 roku organizacja zmieniła swoją nazwę i nazywa się odtąd Jama’atu Ahlis Sunna Lidda’awati wal-Jihad.
Organizacja przyznała się do zamachów na chrześcijan w pobliżu miasta Jos, w których 24 grudnia 2010 śmierć poniosło co najmniej 38 osób i które wywołały falę ciężkich zamieszek. Istnieją jednak wątpliwości, co do autentyczności listu z przyznaniem się do zamachu.

### 2011
Według informacji BBC Boko Haram przyznała się do serii zamachów bombowych po wyborach prezydenckich w 2011 roku. Mimo zakazu nocnej jazdy motocyklowej, dochodziło w pierwszej połowie roku 2011 do morderstw politycznych z przejeżdżających motocykli, terroryzujących mieszkańców Maidiguri, oraz do zamachów na posterunki policji, jak również na kościoły.
Boko Haram przyznało się do zamachu bombowego na centralę policji Nigerii w Abudży.
26 czerwca 2011 członkowie Boko Haram uzbrojeni w broń palną i ładunki wybuchowe przeprowadzili zamach na trzy piwiarnie w Maiduguri, w którym zabili co najmniej 25 osób.
Wzbierająca przemoc w Maiduguri skłoniła w lipcu 2011 władze miejscowego uniwersytetu do jego zamknięcia i odesłania studentów do domów. Obecność wojska w i wokół Maiduguri została wzmocniona. Coraz częściej pojawiały się zarzuty, że wojsko torturuje cywilów. Tysiące osób opuściły rejon, uciekając przed nasilającymi się walkami.
26 sierpnia 2011 w ataku bombowym przeprowadzonym samochodem-pułapką na budynek Organizacji Narodów Zjednoczonych w stolicy Nigerii, Abudży, śmierć poniosły 23 osoby, a liczne zostały ranne. Według informacji BBC Boko Haram przyznało się do ataku.
Po serii ataków bombowych, między innymi na główną komendę policji w stanie Yobe na północnym wschodzie Nigerii, wieczorem 4 listopada 2011 r. uzbrojeni zwolennicy Boko Haram wylegli na ulice stolicy Yobe Damaturu i pobliskiego miasteczka Potiskum i w trwającej półtorej godziny akcji atakowali przy pomocy broni palnej i bomb posterunki policji i kościoły. W wyniku akcji co najmniej 63 osoby poniosły śmierć. Akcja zakończyła się wymianą ognia ze służbami bezpieczeństwa. Nieco wcześniej tego samego dnia kilku zamachowców- samobójców przeprowadziło zamach bombowy na główną siedzibę wojska w Maiduguri, w sąsiednim stanie Borno. Boko Haram zapowiedziało, że swe „ataki na oddziały rządu federalnego” będzie kontynuować tak długo, aż siły bezpieczeństwa zaprzestaną „ekscesów na naszych zwolennikach i wrażliwych cywilach”.
Miejscowa policja obwinia Boko Haram za napady na dwa posterunki policji i na dwa oddziały banków dokonane 4 grudnia 2011 r. w Azare.
W Boże Narodzenie 2011 Boko Haram przeprowadziło kilka ataków bombowych na kościoły. W eksplozji przed kościołem św. Teresy w Madalli, przedmieściu Abudży, śmierć poniosło 35 osób, a 50 dalszych zostało rannych. W Jos udało się rozbroić dwie bomby, trzecia bomba wybuchła w pobliżu kościoła „Mountain of Fire and Miracles”, raniąc wiele osób. W przeprowadzonym bezpośrednio po niej ataku z bronią palną śmierć poniósł jeden policjant. W stanie Yobe, w którym walki między Boko Haram a siłami bezpieczeństwa w tygodniu poprzedzającym Boże Narodzenie kosztowały ponad 60 ofiar śmiertelnych, w Damaturu przeprowadzono dwa zamachy, w jednym z nich, samobójczym ataku na konwój służb bezpieczeństwa, zginęły cztery osoby łącznie z zamachowcem. Także w Gadace doszło do eksplozji pod kościołem, ale nikt nie został ranny. Łącznie w serii ataków poprzedzających Boże Narodzenie śmierć poniosło blisko 100 osób. Boko Haram zapowiedziało, że będzie kontynuować ataki. Prezydent Goodluck Jonathan ogłosił stan wyjątkowy w części północnej kraju, a także tymczasowe zamknięcie granic państwa na obszarach objętych dekretem o stanie wyjątkowym.

### 2012
Jednak kroki poczynione przez władze okazały się niewystarczające. Bowiem 20 stycznia 2012 doszło do skoordynowanych zamachów bombowych i strzelaniny w mieście Kano. W aktach przemocy zginęło 211 osób. Dwa dni później sekta wysadziła ładunki wybuchowe w dwóch kościołach w stanie Bauczi. Po zamachach terrorystycznych służby bezpieczeństwa zatrzymały ok. 200 osób, z czego 80% stanowili czadyjscy najemnicy. Po zamachach w Kano, szef Boko Haram ogłosił, iż rozkazał swoim bojownikom dokonywać kolejnych ataków. Z kolei amerykański instytut badawczy Stratfor poinformował, że Boko Haram miało aspiracje do przeprowadzania ataków międzynarodowych.
8 marca 2012 ekstremiści z Boko Haram przeprowadzili egzekucję dwóch europejskich inżynierów: Brytyjczyka Chrisa McManusa i Włocha Franco Lamolinara, kiedy do nieudanej akcji odbicia zakładników przystąpiły siły nigeryjsko-brytyjskie. 31 maja 2012 bojownicy zastrzelili Niemca, porwanego w styczniu 2012, kiedy dowiedzieli się, że wojsko szykowało akcję odbicia zakładnika.
4 kwietnia 2012 terroryści przeprowadzili zamach niedaleko kościoła w mieście Kaduna w północnej Nigerii. W pobliżu kościoła eksplodowały dwa samochody-pułapki, wyładowane materiałami wybuchowymi, w wyniku czego śmierć poniosło 20 osób. 26 kwietnia 2012 przeprowadzono zamach na siedziby redakcji gazet w Abudży oraz w mieście Kaduna, w wyniku czego łącznie zginęło sześć osób. Z kolei 29 kwietnia 2012 zaatakowano uniwersytet w Kano, gdzie zabito 20 osób. Bojownicy odpalili tam ładunki wybuchowe i użyli broni palnej.
17 czerwca 2012 rebelianci dokonali ataku na trzy chrześcijańskie kościoły w mieście Kaduna oraz dwa w Zarii. Chrześcijanie zareagowali odwetem, atakując meczety, stacje benzynowe i podpalając samochody. W sumie w eksplozjach i zamieszkach zginęły co najmniej 52 osoby, a ponad 150 zostało rannych. Zamachy doprowadziły do wybuchu walk w dniach 18–19 czerwca 2012 między islamistami a siłami bezpieczeństwa. Walki trwały w Kadunie oraz w Damaturu w północno-wschodniej części kraju. W potyczce zginęło 34 członków islamistycznej sekty Boko Haram oraz 6 funkcjonariuszy policji.
6 sierpnia 2012 wieczorem napastnicy wtargnęli do protestanckiego kościoła w mieście Otite, gdzie w trakcie modlitwy zastrzelili 19 osób. 12 sierpnia 2012 doszło do potyczki partyzantów z wojskiem w Maiduguri. Zginęło 12 rebeliantów i jeden żołnierz. 27 sierpnia 2012 rząd nigeryjski potwierdził, iż trwały nieformalne rozmowy z członkami sekty Boko Haram.
W nocy z 1 na 2 października 2012 bojownicy wtargnęli do akademika przy Politechnice Federalnej w mieście Mubi. Napastnicy za pomocą broni i maczet zabili co najmniej 27 studentów. Według policji atak był zaplanowany, gdyż po wejściu do pokoju rzucano nazwiskami, a kiedy ofiary przyznawały się do nich, zabijano ich. W kampusie wybuchła panika, wielu studentów opuściło miasto. Ponadto ugrupowanie wykluczyło możliwość przeprowadzenia rozmów pokojowych z rządem, w przypadku kontynuowania operacji przeciwko członkom ugrupowania.
7 października 2012 pod Damaturu wojsko wdało się w potyczkę z rebeliantami Boko Haram. W kilkugodzinnych walkach zginęło 30 bojowników w tym dowódca polowy sekty. Ponadto przejęto arsenał lokalnej komórki ugrupowania. Była to odpowiedź na nieustające ataki partyzanckie ugrupowania na patrole armii. 28 października 2012 zamachowiec wysadził się w kościele w Kadunie, zabijając osiem osób.
Na początku listopada 2012 rząd Nigerii zapowiedział, że jest gotowy do rozpoczęcia rozmów z organizacją radykalnych islamistów Boko Haram. Organizacja wcześniej też zapowiedziała, że jest skora do rozmów, pod warunkiem uwolnienia wszystkich członków sekty.
25 listopada 2012 w Jaji pod kościołem na terenie koszar wojskowych doszło do wybuchu dwóch pojazdów-pułapek w wyniku czego zginęło 11 osób. Kolejny atak miał miejsce 2 grudnia 2012 kiedy islamiści w chrześcijańskiej dzielnicy Chibok dokonali rzezi dziesięciu osób.
Podczas pasterki bożonarodzeniowej w nocy z 24 na 25 grudnia 2012 napastnicy w miejscowości Peri zabili sześć osób w tym księdza i spalili kościół. 28 grudnia 2012 bojownicy dokonali masakry w wiosce Musari na przedmieściach miasta Maiduguri. Zbrodniarze skrępowali z tyłu ręce mężczyznom, kobietom i dzieciom, a następnie poderżnęli im gardła. W ten sposób zginęło co najmniej 15 osób.

### 2013
19 lutego 2013 ekstremiści porwali w Kamerunie siedmioro Francuzów, w tym czworo dzieci. Islamiści zagrozili zabiciem zakładników, jeśli władze w Nigerii i Kamerunie nie uwolnią bojowników. W międzyczasie w Nigerii odbywał się dramat innych siedmiu zakładników, pracowników firmy budowlanej. Porwanych przez luźno współpracującą z Boko Haram organizację Ansaru. Zakładnicy porwani 7 lutego 2013, zostali zabici przez oprawców 8 marca 2013. Z kolei francuska rodzina została uwolniona przez porywaczy 18 kwietnia 2013.
W marcu 2013 sułtan Muhammed Sa’adu Abubakar doradził prezydentowi Jonathanowi by zamiast walczyć z terrorystami, rząd zaproponował im amnestię. Zdaniem sułtana, tylko w ten sposób można zatrzymać spiralę przemocy. Prezydent początkowo odmawiał, ostatecznie jednak powołał 26-osobową Komisję na rzecz Dialogu i Pokojowego Rozwiązania Problemów z Bezpieczeństwem na Północy i zaprosił rebeliantów do rozmów. Propozycję amnestii poparły Stany Zjednoczone i były wojskowy dyktator Nigerii gen. Muhammadu Buhari. Przeciwne amnestii były środowiska chrześcijańskie, które przestrzegają, że amnestia będzie legalizacją terroryzmu. Oferta amnestii i rozmów została odrzucona przez domniemanego przywódcę Boko Haram Abubakara Shekau.
22 kwietnia 2013 w nadgranicznej miejscowości Baga nad jeziorem Chad doszło do wymiany ognia pomiędzy bojownikami Boko Haram a wojskiem, w wyniku którego zginęło 200 osób, a wojsko podpaliło jedną trzecią miasta. Dużą częścią ofiar stanowili cywile, którzy padali ofiarami pogromów żołnierzy, pacyfikujących wioski sympatyzujące z Boko Haram. Walki były częścią ofensywy wojska przeciwko partyzantom, którzy przejęli kontrolę nad północnymi regionami stanu Borno. Duży wpływ na przejęcie kontroli nad stanem Borno miał powrót bojowników Boko Haram z Mali, gdzie toczyła się wojna domowa. Partyzanci wywieźli stamtąd broń – RPG i działka przeciwlotnicze, montowane na ciężarówkach i samochodach terenowych. Uzbrojenie to pochodziło z magazynów Kadafiego, dyktatora Libii, obalonego i zabitego w 2011 podczas wojny domowej.
5 maja 2013 doszło do ataku na kościół i pobliski targ w wiosce Njilan, w nigeryjskim stanie Adamawa, wskutek czego śmierć poniosło 10 osób. Dwa dni później bojownicy dokonali ataku na miasto Bama w stanie Nassarawa. Szturmowali koszary 202. Batalionu, posterunek policji, sąd oraz więzienie, z których uwolniono stu osadzonych. W mieście zabili 55 policjantów.
14 maja 2013 w przemówieniu prezydent Nigerii Goodluck Jonathan ogłosił stan wyjątkowy i godzinę policyjną w trzech północno-wschodnich stanach Borno, Adamawa i Yobe, po czym wydał wojnę rebeliantom. Dzień później na kontrolowane przez partyzantów regiony ruszyło wojsko rządowe, wspierane przez żołnierzy z Nigru i Czadu. W ostrzale obozów Boko Haram zlokalizowanych w lasach pod miastem Chibok (stan Borno), prowadzonym w dniach 16–17 maja 2013, zginęło 21 osób.
21 maja 2013 resort obrony wydał oświadczenie, według którego wojsko zabezpieczyło okolice Nowego Marte, Hausari, Krenoa, Wulgo i Chikun Ngulalo. Zniszczono tam obozy Boko Haram i wyparto stamtąd bojowników. Dodano również, że na terenach objętych ofensywą wojskową w stanach Borno, Adamawa i Yobe obowiązywała godzina policyjna trwająca od 18:00 do 7:00. Według wojskowych za pomocą piechoty, pułków pancernych, a także śmigłowców i samolotów rozgromiono partyzantów i zadano im duże straty – zginęło kilkuset partyzantów, a setki dostały się do niewoli. Jednak wbrew komunikatom sił zbrojnych, według obrońców praw człowieka, bojownicy uznając, iż nie mają szans w walkach z armią, uciekli do Czadu i Nigru albo pochowali broń i wmieszali się w ludność cywilną.
29 maja 2013 ukazał się film, na którym lider Boko Haram Abubakar Shekau przekonywał o zwycięstwach nad wojskiem nigeryjskim, pokazując spalone pojazdy opancerzone i skradzione mundury armii nigeryjskiej. Wezwał również muzułmanów z Iraku, Pakistanu, Afganistanu i Syrii do dołączenia się do dżihadu w Nigerii.
Ofensywa sił rządowych zepchnęła walczących o utworzenie na północy Nigerii państwa islamskiego rebeliantów w podziemie, ale nie przerwała podejmowanych przez nich terrorystycznych ataków. Bojownicy wycofali się w porośnięte lasami góry Gwoza na pograniczu z Kamerunem i stamtąd wyprowadzali liczne rajdy zbrojne, przeprowadzali zasadzki i zamachy bombowe. Na spacyfikowanych terenach w prowincjach Borno, Yobe i Adamawa wojsko oddawało kontrolę nad miastami zbrojnym milicjom obywatelskim. Jednak słabo uzbrojeni strażnicy, głównie w maczety i pałki, nie byli w stanie stawić czoła odwetowym atakom rebeliantów, którzy mordowali ochotników oraz ich rodziny.
18 czerwca 2013 rebelianci dokonali ataku na wioskę Kizara w stanie Maiduguri. 150 napastników na motocyklach ostrzelało o 4 rano wioskę, zabijając około 50 cywilów. 6 lipca 2013 napastnicy zaatakowali szkołę średnią z internatem w mieście Potiskum w stanie Yobe, zabijając 42 osoby. Część uczniów spłonęła żywcem w budynku, a reszta została rozstrzelana. 29 lipca 2013 bojownicy dokonali ataku we wsi Dawashe w stanie Borno.
Mieszkańcy wsi zostali ostrzelani przez islamistów w odpowiedzi na obławę przeprowadzoną przez Cywilną Połączoną Grupę Bojową, działającą od początku nigeryjskiej ofensywy. W wyniku szturmu Boko Haram zginęło 25 osób w większości ochotników walczących z islamistami.
Rano 11 sierpnia 2013 doszło do masakry w meczecie w miejscowości Konduga. Napastnicy ubrani w mundury armii nigeryjskiej zastrzelili 44 osoby, a ranili 26. Z kolei w wiosce Ngom siły bezpieczeństwa, które napotkały silny opór ze strony agresorów, znalazły ciała 12 kolejnych zamordowanych osób. Boko Haram atakowali muzułmańskie świątynie, w których duchowni sprzeciwiali się religijnemu ekstremizmowi. 19 sierpnia 2013 nigeryjskie wojsko poinformowało w oficjalnym komunikacie, że przywódca Boko Haram, Abubakar Shekau, nie żyje. Wedle informacji zmarł w wyniku ran postrzałowych odniesionych w starciu z żołnierzami w lesie Sambisa. Według uzyskanych przez wojsko danych Shekau zmarł najpewniej pomiędzy 25 lipca a 3 sierpnia 2013. Z kolei jego zastępca Mamadu Bama zginął w potyczce zbrojnej z nigeryjskimi żołnierzami w stanie Borno. Jednak pod koniec września 2013 Shekau wystąpił w nagraniu masakry w Benisheik z 19 sierpnia 2013, kiedy to zabito prawie 10 osób.
23 sierpnia 2013 bojownicy zaatakowali wiernych opuszczających meczet w mieście Baga w stanie Borno. Zastrzelono 25 osób i raniono czternaście. W sierpniu 2013 łącznie w walkach zginęło 160 osób. W atakach Boko Haram z 4–5 września 2013 pod Maiduguri zginęło co najmniej 20 osób. 7 września 2013 armia miała zabić na północy kraju 50 bojowników, których siły w odwecie dzień później pozbawiły życia 18 cywilów. 12 września 2013 w czasie szturmu na obóz ekstremistów w stanie Borno armia zabiła 150 rebeliantów Boko Haram.
W operacji poległo 16 żołnierzy, a dziewięciu zaginęło.
W dniach 25–26 września 2013 w stanie Borno rebelianci zabili 27 cywilów, oskarżonych o sprzyjanie wojskom rządowym w walce z Boko Haram. Z kolei 29 września 2013 o godz. 1 w nocy czasu lokalnego uzbrojeni napastnicy z Boko Haram wkroczyli do akademika Wyższej Szkoły Rolniczej w Gujbie w stanie Yobe, zabijając 42 śpiących studentów w wieku 18–22 lata. Napastnicy podpalili też sale, w których odbywały się zajęcia.
15 października 2013 Amnesty International oskarżyła nigeryjskie wojsko, że w jego aresztach w stanach Yobe i Borno, służących głównie do przetrzymywania domniemanych członków ekstremistycznego ugrupowania Boko Haram, tylko w pierwszej połowie tego roku zmarło co najmniej 950 osób. Więźniowie przetrzymywani byli w nieludzkich warunkach, umierali z powodu uduszenia w zatłoczonych celach, bądź z głodu. Wykonywano również egzekucje bez wyroków sądowych.
Nad ranem 20 października uzbrojeni bojownicy, przebrani w wojskowe mundury, zastrzelili koło miasta Logumani 19 osób. W odwecie jeszcze tego samego dnia doszło do szturmu na bazę rebeliantów w Alagarno, gdzie zabito 37 osób. Z kolei w operacji antyterrorystycznej przeprowadzonej w miastach Galangi i Lawanti w stanie Borno 24 października 2013, zginęło 74 ekstremistów. 2 listopada 2013 bojownicy zaatakowali kolumnę samochodów zmierzających na wesele na drodze Bama-Banki w stanie Borno. W ataku zginęło 30 osób.
13 listopada 2013 Departament Stanu USA wpisał Boko Haram na listę organizacji terrorystycznych. Waszyngton oskarżył nigeryjską sektę o współpracę z Al-Ka’idą Islamskiego Maghrebu (AQIM). Umieszczenie w wykazie skutkowało uznaniem za przestępstwo udzielania wsparcia materialnego grupie. Amerykańskie służby są zobowiązane do zablokowania transakcji finansowych i biznesowych z organizacjami znajdującymi się na liście.
Także 13 listopada 2013 w północnym Kamerunie w pobliżu miasta Koza przy granicy z Nigerią uprowadzono francuskiego księdza Georges’a Vandenbeuscha. Duchownego z parafii Nguetchewe wyprowadziło 15 uzbrojonych mężczyzn. Cztery dni później, uprowadzony w grudniu 2012 roku przez islamskich ekstremistów 63-letni francuski inżynier Francis Collomp uciekł swoim porywaczom w mieście Zaria w północnej Nigerii i odzyskał wolność.
23 listopada 2013 napastnik z Boko Haram zabił 12 osób podczas ataku na wioskę w północno-wschodniej Nigerii. Dzień później co najmniej 5 osób zginęło w ataku na chrześcijańską wieś Kuka w stanie Plateau w środkowej Nigerii. Z kolei 26 listopada 2013 37 osób zginęło w ataku na cztery wsie w podzielonym etnicznie i religijnie stanie Plateau w środkowej Nigerii.
29 listopada 2013 Human Rights Watch zarzuciła działającemu w Nigerii ekstremistycznemu ugrupowaniu Boko Haram dopuszczanie się masowych uprowadzeń kobiet i dziewcząt oraz wykorzystywanie w walkach nawet 12-letnich dzieci. 30 listopada 2013 co najmniej 17 osób zginęło w ataku bojowników ekstremistycznej sekty islamskiej Boko Haram w okręgu Damboa w stanie Borno w północno-wschodniej Nigerii. 2 grudnia 2013, batalion liczący 500 ekstremistów, zaatakował bazę wojsk lotniczych i cywilne lotnisko na przedmieściach miasta Maiduguri. Atak został odparty, śmierć poniosło 24 napastników. Odpowiedzialność za atak wziął Abubakar Shekau. Lider Boko Haram w nagraniu z 28 grudnia 2013, powiedział, że dostał instrukcje od Allaha, by „zabijać, ścinać i okaleczać innowierców”.
18 grudnia 2013 napastnicy zaatakowali targowisko w mieście Mubi (stan Adamawa). Armia odparła ich atak i zabiła 12 agresorów. W dniach 28–29 grudnia 2013 partyzanci dokonali skoordynowanych ataków na wioski w rejonie Hawul w stanie Borno, w wyniku czego zginęło 12 cywilów. Armia opanowała sytuacje, eliminując 63 rebeliantów, którzy dopuścili się ataków.

### 2014
Sekta Boko Haram była aktywna od samego początku stycznia 2014. Tego miesiąca w północno-wschodniej Nigerii w atakach, głównie na wioski, zabito 250 osób. Działalność ekstremistów nie ustawała, mimo aktywności armii, która podczas operacji zabiła 70 bojowników. W dwóch atakach z 15 lutego 2014 w stanie Borno śmierć poniosło 106 osób. 98 osób zostało zabitych 19 lutego 2014 w trakcie szturmu na Bamę w stanie Borno. Z kolei podczas ataku na państwową uczelnię w Buni Yadi w stanie Yobe z 25 lutego 2014 zginęło 59 studentów. W odpowiedzi na krwawe ataki na studentów w Nigerii, władze 6 marca 2014 zamknęły pięć państwowych uczelni w stanach Adamawa, Borno i Yobe. 5 marca 2014 prezydent Goodluck Jonathan powołał generała Aliyu Gusau’a na czoło sztabu odpowiedzialnego za walkę z sektą Boko Haram.
91 osób zabito podczas ataków z 1 marca 2014 w miejscowościach Maiduguri i Mainok. Z kolei 29 osób zginęło wieczorem 2 marca 2014 w ataku bojowników ekstremistycznego ugrupowania islamskiego Boko Haram na wieś Mafa w stanie Borno w północno-wschodniej części kraju. Do wybuchów doszło na zatłoczonym rynku niedaleko lotniska. Jeden ładunek wybuchowy był umieszczony w wózku z drewnem, drugi w samochodzie osobowym. Gdy po pierwszej eksplozji ludzie pomagali rannym, eksplodował drugi ładunek. Dzień później co najmniej 11 osób zginęło w ataku bojowników ekstremistycznego ugrupowania islamskiego Boko Haram na wieś Jakana w stanie Borno.
14 marca 2014 – 212 osób zginęło podczas sześciogodzinnej bitwy rebeliantów z armią w Maiduguri. Wśród zabitych było pięciu żołnierzy. Walki rozpoczęły się od ataku ekstremistów Boko Haram. Władze stanu Kaduna w Nigerii poinformowały o śmierci około stu osób podczas ataków pasterzy Fulani na 3 chrześcijańskie wsie w dniach 15–16 marca 2014. Późnym wieczorem 22 marca 2014 20 osób zaginęło w zamachu bombowym na rynku w miejscowości Bama. 25 marca 2014 pięciu nigeryjskich policjantów zginęło w ataku samobójczym na patrol policyjny w mieście Maiduguri. Dzień wcześniej opublikowano nowy film z liderem Boko Haram, na którym zaprzysięgał ataki, za pomocą nowo wyszkolonych 2 tys. bojowników, na uniwersytety oraz umiarkowanych duchownych muzułmańskich.
21 osób zginęło w potyczce z 30 marca 2014, która wywiązała się w rezultacie próby ucieczki islamistów z więzienia w siedzibie służby bezpieczeństwa państwowego w stolicy Nigerii, Abudży. 1 kwietnia 2013, 15 cywilów zginęło w ataku samobójczym na obrzeżach miasta Maiduguri. 5 kwietnia 2014, 20 osób zginęło w ataku na meczet we wsi Buni Gari w stanie Yobe. Tego samego dnia 79 osób zginęło w ataku pasterzy Fulani na wieś Galadima w stanie Zamfara w północnej Nigerii. 217 osób zginęło w dniach 10–11 kwietnia 2014 w serii ataków bojowników ekstremistycznego ugrupowania islamskiego Boko Haram na pięć wsi w stanie Borno. 14 kwietnia 2014, 71 osób zginęło, ponad 120 zostało rannych w zamachu bombowym na terminalu autobusowym na obrzeżach Abudży. 15 kwietnia 2014 islamscy ekstremiści z ugrupowania Boko Haram uprowadzili ze szkoły w Chibok w stanie Borno według władz i dyrekcji szkoły 85 uczennic. Z kolei rodzice zgłaszali porwanie 234 dziewcząt od 16 do 18 lat. 25 kwietnia pod Alagarmo w okolicach Chiboku w toku operacji antyterrorystycznej doszło do potyczki w wyniku której śmierć poniosło 40 ekstremistów i czterech żołnierzy.
1 maja 2014 w zamachu w Abudży zginęło 14 osób. W ataku na miasto Gamboru Ngala w stanie Borno z 5 maja 2014, śmierć poniosło nawet 300 osób. Tego samego dnia Abubakar Shekau przyznał się do uprowadzenia w połowie kwietnia uczennic ze szkoły w Chibok. Zagroził ich sprzedaniem na targu, jeśli rząd nie uwolni aresztowanych bojowników. Wydarzenie to oburzyło społeczność międzynarodową, która obiecała pomoc władzom nigeryjskim w poszukiwaniach porwanych nastolatek. 17 maja 2014 w Paryżu odbył się nadzwyczajny szczyt poświęcony zagrożeniom jakie w Afryce stwarza Boko Haram. Z kolei 22 maja 2014 Rada Bezpieczeństwa ONZ dodała Boko Haram na listę organizacji powiązanych z Al-Ka’idą, nakładając na ugrupowanie sankcje.
13 maja 2014 ekstremiści dokonali szturmu na miejscowość Rann, jednak przewidując atak w tamtym regionie, przygotowano się do obrony. W ciężkiej bitwie zginęło 60 cywilów i 200 napastników. Z kolei w atakach na miasto Dżos z 20 maja 2014 rebelianci zabili 120 osób. Ponadto Boko Haram zabiło 31 żołnierzy podczas ataku na baraki w mieście Buni Jandi. Tego samego dnia parlament zatwierdził przedłużenie stanu wyjątkowego w stanach Adamawa, Borno i Yobe przez kolejne sześć miesięcy. 29 maja 2014, prezydent Jonathan zaoferował członkom Boko Haram amnestię w zamian za złożenie broni. Oświadczył również, że zarządził „operację na pełną skalę”.
W dniach 1–5 czerwca 2014 w atakach Boko Haram w stanach Adamawa i Borno śmierć poniosło 250 osób. Pod miastem Chibok 7 czerwca 2014 rebelianci uprowadzili 20 kobiet. Kolejnych 91 cywilów porwano pod Damboą w dniach 19–22 czerwca 2014. 12 czerwca 2014 podczas spotkania ministrów spraw zagranicznych Nigerii, Czadu, Beninu, Nigru oraz Kamerunu w Londynie ustalono powołanie międzynarodowych jednostek wywiadu monitorujących granice. Zespół wywiadowczy otrzymał wsparcie od Wielkiej Brytanii, Stanów Zjednoczonych oraz Francji. Ponadto 23 lipca 2014 uformował się 2,8-tysięczny kontyngent sił reagowania złożony z żołnierzy Nigerii, Nigru, Czad i Kamerunu. Mimo tego, w drugiej połowie czerwca 2014 bojownicy dokonali licznych ataków na wioski, w których śmierć poniosło ponad 130 cywilów. W toku rządowej operacji antypartyzanckiej pod miastem Chibok w dniach 20–21 czerwca 2014 zabito 70 rebeliantów.
Na początku lipca 2014 siły zbrojne Nigerii zniszczyły bazy Boko Haram w lesie Balmo. W bitwie, która toczyła się w dniach 5–6 lipca 2014 śmierć poniosło sześciu żołnierzy oraz 44 rebeliantów. Nie poskromiło to jednak rebeliantów, gdyż w lipcu 2014 w atakach na cywilów zginęło ponad 400 osób. Miejscem gdzie toczyły się najbardziej zaciekłe walki była Damboa. Podczas bitwy z 4 lipca 2014 w nieudanym szturmie na miasto śmierć poniosło 59 rebeliantów. Kolejny szturm na miasto miał miejsce 18 lipca 2014 i po trzydniowych walkach, okupionych śmiercią ponad 100 osób, miasto znalazło się w rękach Boko Haram. W międzyczasie, 19 lipca 2014, rebelianci zabili 60 osób, podczas ataku na wioskę Gaidamgari. 82 osoby zginęły podczas ataków terrorystycznych w Kadunie 23 lipca 2014, z kolei co najmniej 50 osób, 27 lipca 2014 w Garkidzie.
W sierpniu 2014 po udanych operacjach militarnych, Boko Haram przejęło szereg miast. 5 sierpnia 2014 nastąpił udany szturm na Gwozę, podczas którego zabito 100 osób. Spalono wówczas rządowe budynki oraz kościoły, ściągnięto flagi Nigerii, które zastąpiono flagami ekstremistów. Tego samego dnia siły rządowe dokonały uderzenia na kontrolowane przez rebeliantów miasta Mustafari oraz Damboa. Miasta te zostały odbite. Po bitwie o Gwozę, UNOCHA ogłosiła, iż z miejsca konfliktu ewakuowało się 650 tys. cywilów. W kolejnych dniach ekstremiści zajęli miasto Buni Gari, leżące w stanie Yobe pod Damaturu.
24 sierpnia 2014 w Gwozie lider Boko Haram proklamował powstanie „islamskiego kalifatu”. Ogłosił również lojalność wobec Państwa Islamskiego. Nim do tego doszło Boko Haram rozpoczęło szeroko zakrojoną ofensywę. 14 sierpnia 2014 podczas bitwy na pograniczu z Kamerunem wokół miejscowości Pulka, Kirawa oraz Gwoza zginęło 50 rebeliantów oraz 30 żołnierzy. Miasto Buni Jadi, leżące na południe od Buni Gari zostało zdobyte przez Boko Haram 20 sierpnia 2014. Trzy dni później w efekcie prowadzonej ofensywy przy granicy z Kamerunem padło Magadali, a w kolejnych dniach miejscowości Limankara, Banki, Ngala oraz Gamboru. Pod koniec sierpnia 2014 ekstremiści przeprowadzili również ofensywę na północny wschód od stolicy stanu Borno – Maiduguri – zajmując miejscowości Wulgo, Marte, Dikwa oraz Dawla. Ponadto 1 września 2014 w rękach Boko Haram znalazło się miasto Bama, leżące na strategicznej drodze z Maiduguri do przejścia granicznego w Banki, co zostało okupione śmiercią 70 osób, jednak siły zbrojne Nigerii zdołały odbić miasto dokładnie tydzień później. W międzyczasie toczyły się zacięte boje toczono na południe od Gwozy. 5 września 2014 ekstremiści zajęli miasto Gulak, a trzy dni później Michikę. Oba te oraz miejscowość Uba miasta zostały odbite w wyniku kontrataku sił narodowych z 9 września 2014.
12 września 2014 Boko Haram usiłowało przejąć kontrolę nad miastem Kanduga. W zaciętych walkach zginęło około 250 osób. W trakcie walk zestrzelony został nigeryjski samolot, którego pilot został pojmany i ścięty przez rebeliantów. Rebelianci ponieśli klęskę, pozostawiając na placu boju sprzęt, który został skonfiskowany przez armię. Kolejny szturm na miasto miał miejsce 16 września 2014. W trwającej ponad 12 godzin bitwie zginęło co najmniej 100 osób, jednak siły nigeryjskie obroniły miasto. Rebelianci ponowili szturm kolejnego dnia. Ponownie wywiązały się ciężkie walki, w których zginęło 60 ekstremistów. Tego samego dnia Boko Haram podjęło próbę przejęcia kontroli nad autostradą z Maiduguri do Kano. W związku z tym zaatakowano miejscowość Ngamdu w stanie Borno. W zaciekłych walkach o pozycje zginęło według sił nigerskich co najmniej 150 bojowników.
W listopadzie 2014 rebelianci ustawili blokadę na drodze łączącej Nigerię z Czadem, w miejscowości Dagon Fili, niedaleko rybackiej wioski Doron Baga nad jeziorem Czad. Islamiści zabili grupę 48 sprzedawców ryb, część przez poderżnięcie gardeł, część poprzez związanie kończyn i wrzucenie do jeziora, aby ci się utopili. Nigeryjczycy znad jeziora Czad są, przez częste akty agresji ze strony Boko Haram, zmuszani do zaniechania połowu ryb i do ich sprowadzania z sąsiedniego Czadu.

### 2015
Początek roku to nasilenie ataków i kolejna ofensywa Boko Haram. 3 stycznia islamiści zajęli ostatnią w regionie kontrolowaną przez siły rządowe miejscowość – Baga. Znajdująca się tam baza wojskowa była jednocześnie kwaterą główną międzynarodowych sił do walki z Boko Haram. Siły rządowe po wielogodzinnych walkach i odpieraniu ataków z wielu stron wycofały się do Czadu. Podczas walk zginęło wiele osób.
W dniach od 3 do 8 stycznia dokonano bezprecedensowej rzezi na mieszkańcach dwóch miast: Baga i Doron Baga. W masakrze, według różnych źródeł, zginęło od 100 do nawet 2000 osób. W drugiej połowie lutego zjednoczone siły wojskowe Nigerii, Kamerunu, Nigru i Czadu odzyskały kontrolę nad 11 miejscowościami, w tym nad przygraniczną Fotokol, ważną z punktu widzenia tranzytowego. Zabito ok. 300 islamistów. Zorganizowanie większej międzynarodowej armii zapowiedziała Unia Afrykańska. Przypuszcza się, iż zbrojny trzon Boko Haram może liczyć 30 000 zbrojnych.

## Poglądy
W wywiadzie udzielonym BBC przez Mohammeda Yusufa widoczne są główne poglądy grupy:
- ustanowienie kalifatu w Nigerii i krajach sąsiadujących[7],

- system szkolnictwa oparty na europejskich wzorcach powinien zostać odrzucony jako „niszczący wiarę w jednego boga”,
- „zachodnia nauka” jest „niezgodna z islamem” („My wierzymy, że deszcz jest tworem bożym, a nie skutkiem parowania wymuszonego przez słońce i kondensacji powodującej opady”).